# Antonio Manzini
Antonio Manzini (Roma, 7 d'agost de 1964) és un actor, guionista, director i escriptor italià.

## Biografia
El seu pare era pintor, i durant l'adolescència es va interesar força per la música, volia ser bateria. Es va formar a l'escola d'Andrea Camilleri, amb qui va mantenir una gran relació intelectual i d'amistat.
Va començar treballant principalment com actor de cinema i televisió als anys 90. A la televisió ha participat entre altres sèries, a Linda e il brigadiere en el paper de l'inspector Tucci, i a Tutti per Bruno, adaptació de l'espanyola Los hombres de Paco, amb el paper de Serpico. En cinema ha treballat com actor, guionista i com director té dos curtmetratges i dos llargmetratges.
Com a escriptor no va publicar la seva primera novel·la fins al 2005, una novel·la negra titulada Sangue marcio. El 2007 publicà una segona novel·la, però serà amb Pista nera, que comença la sèrie del viceqüestor de la Polizia di Stato italiana Rocco Schiavone, quan realment assolirà l'èxit. Les novel·les protagonitzades per aquest peculiar policia, cínic i deprimit, tan agut en la seva investigació com intolerant amb les regles i l'ortodòxia, també han estat adaptades en una sèrie televisiva, Rocco Schiavone.
Manzini viu al camp amb la seva dona, Toni Tommasi, i els seus nombrosos gossos.

## Obra publicada
| Any  | Títol original                                                                          | Publicació            | Títol traduït      | Traductor              | Publicació                             | Notes                     |
| ---- | --------------------------------------------------------------------------------------- | --------------------- | ------------------ | ---------------------- | -------------------------------------- | ------------------------- |
| 2005 | Sangue marcio                                                                           | Farzi Editore         |                    |                        |                                        |                           |
| 2007 | La giostra dei criceti                                                                  | Sellerio Editore      |                    |                        |                                        |                           |
| 2013 | Pista nera                                                                              | Sellerio Editore      | Pista negra        | Anna Casassas          | Salamandra, 2018 ISBN 978-84-16-310258 | Rocco Schiavone-1         |
| 2014 | La costola di Adamo                                                                     | Sellerio Editore      | La costella d'Adam | Anna Casassas          | Salamandra, 2015 ISBN 978-84-16-310128 | Rocco Schiavone-2         |
| 2015 | Sull'orlo del precipizio                                                                | Sellerio Editore      |                    |                        |                                        |                           |
| 2015 | Non è stagione                                                                          | Sellerio Editore      | Temps boig         | Anna Casassas          | Salamandra, 2016 ISBN 978-84-16-310173 | Rocco Schiavone-3         |
| 2015 | Era di maggio                                                                           | Sellerio Editore      | Sol de maig        | Anna Casassas          | Salamandra, 2017 ISBN 978-84-16-310227 | Rocco Schiavone-4         |
| 2016 | 7-7-2007                                                                                | Sellerio Editore      | 7-7-2007           | Anna Casassas          | Salamandra, 2018 ISBN 978-84-16-310265 | Rocco Schiavone-5         |
| 2016 | Cinque indagini romane per Rocco Schiavone                                              | Sellerio Editore      |                    |                        |                                        | Relats de Rocco Schiavone |
| 2016 | Orfani bianchi                                                                          | Chiarelettere Editore |                    |                        |                                        |                           |
| 2017 | Pulvis et umbra                                                                         | Sellerio Editore      | Pols i ombra       | Anna Casassas          | Salamandra, 2020 ISBN 978-84-16-310326 | Rocco Schiavone-6         |
| 2018 | L’anello mancante                                                                       | Sellerio Editore      | L'anell perdut     | Xavier Valls Guinovart | Salamandra, 2022 ISBN 978-84-18-968341 | Relats de Rocco Schiavone |
| 2018 | Fate il vostro gioco                                                                    | Sellerio Editore      |                    |                        |                                        | Rocco Schiavone-7         |
| 2019 | Rien ne va plus                                                                         | Sellerio Editore      |                    |                        |                                        | Rocco Schiavone-8         |
| 2019 | Ogni riferimento è puramente casuale                                                    | Sellerio Editore      |                    |                        |                                        |                           |
| 2020 | Gli ultimi giorni di quiete                                                             | Sellerio Editore      |                    |                        |                                        |                           |
| 2020 | Ah l’amore l’amore                                                                      | Sellerio Editore      |                    |                        |                                        | Rocco Schiavone-9         |
| 2021 | Vecchie conoscenze                                                                      | Sellerio Editore      |                    |                        |                                        | Rocco Schiavone-10        |
| 2022 | La mala erba                                                                            | Sellerio Editore      |                    |                        |                                        |                           |
| 2022 | Le ossa parlano                                                                         | Sellerio Editore      |                    |                        |                                        | Rocco Schiavone-11        |
| 2023 | ELP                                                                                     | Sellerio Editore      |                    |                        |                                        | Rocco Schiavone-12        |
| 2023 | Riusciranno i nostri eroi a ritrovare l'amico misteriosamente scomparso in Sud America? | Sellerio Editore      |                    |                        |                                        | Rocco Schiavone-13        |
| 2024 | Tutti i particolari in cronaca                                                          | Mondadori Editore     |                    |                        |                                        |                           |

## Premis rebuts
- XXVIII Edició del Premi Chiara (Italia) 2016 per Cinque indagini romane per Rocco Schiavone.[4]